# Jacques de Longuyon

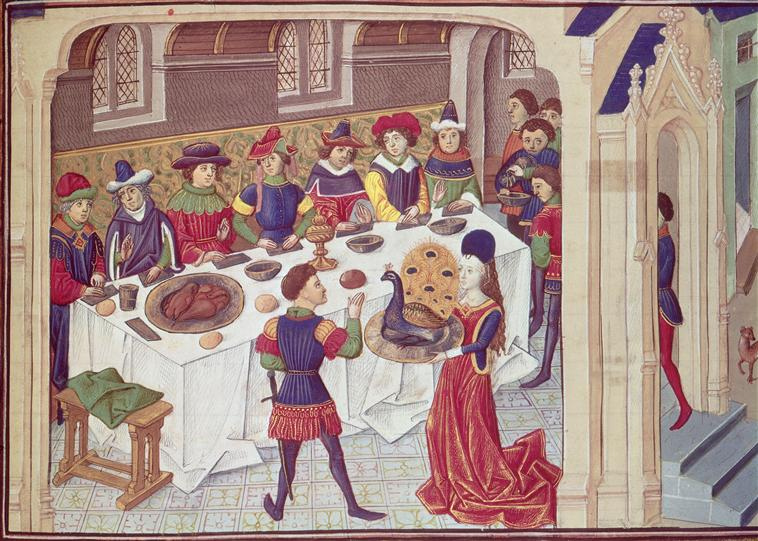
Miniatuur van het banket van de Vœux du paon 15e eeuw.

Jacques de Longuyon, afkomstig uit het hertogdom Lotharingen, zou de auteur zijn van een chanson de geste, de Vœux du paon, geschreven in 1312 in opdracht van Thibaut de Bar, Prins-bisschop van Luik. Het was een van de meest befaamde chansons de geste van de 14e eeuw. Met dit verhaal zou het concept van de Negen Besten in de literatuur geïntroduceerd zijn hoewel, anderen die eer toeschrijven aan Jacob van Maerlant.

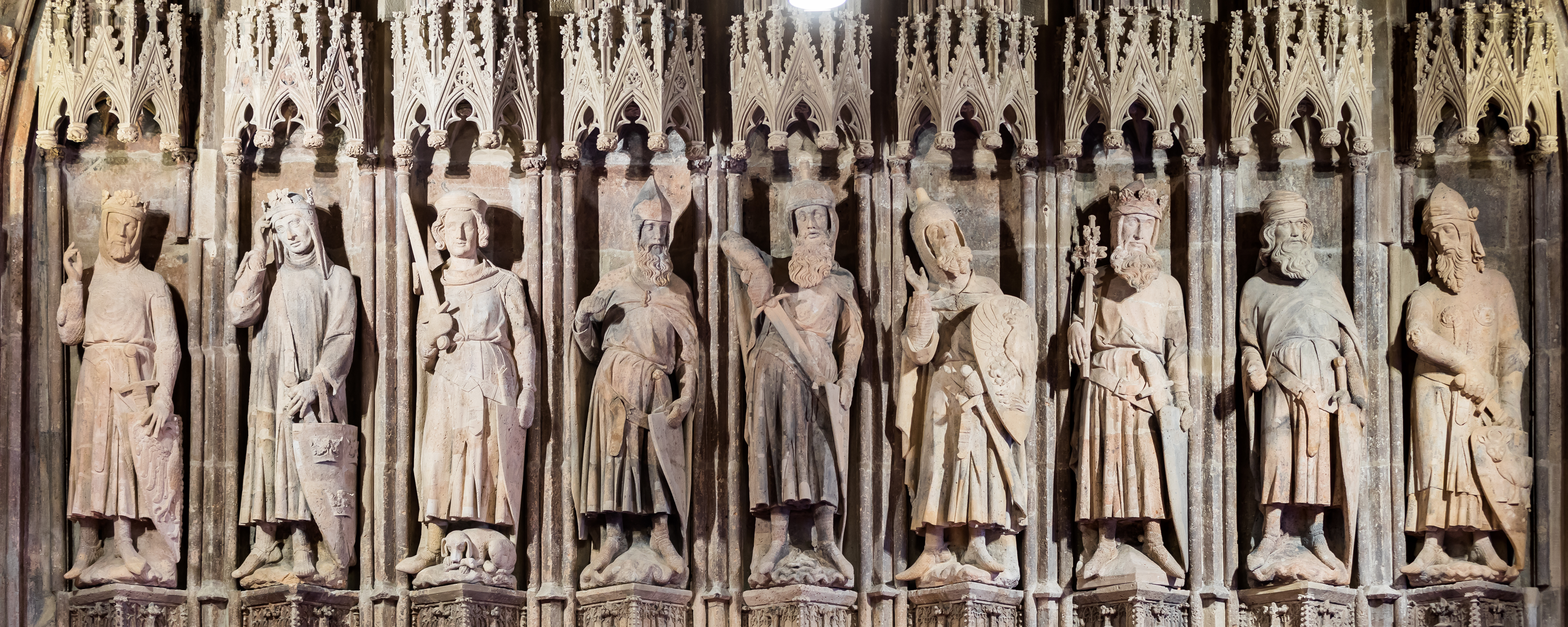
De Negen Besten in het raadhuis van Keulen

De naam van de vermoedelijke auteur is alleen maar bekend uit de proloog van de Parfait du Paon van Jean de le Mote uit 1340 en van een epiloog uit een latere versie van de Vœux du paon. Het is ook in deze epiloog dat Thibaut de Bar als opdrachtgever genoemd werd. Thibaut zou deelgenomen hebben aan de Romereis van Hendrik VII van Luxemburg nadat die in 1308 verkozen was tot rooms-koning. Hendrik kon zich tot keizer laten kronen op 29 juni 1312; een maand voordien was Thibaut gesneuveld. Hendrik stierf een goed jaar later in augustus 1313. Op basis van de gegevens over auteur en opdrachtgever kwam de Vœux du paon dus waarschijnlijk voort uit de kring rond Hendrik VII.
Maerlant zou tussen het stilleggen van zijn werk aan de  Spiegel Historiael in 1289 en het beëindigen van zijn werk aan Vanden landen van oversee in 1291, Van neghen den besten hebben geschreven dus voor Les voeux du paon van Jacques de Longuyon. Men moet hier wel aan toevoegen dat niet alle kunsthistorici deze hypothese even overtuigend vinden.
- Bibliothèque nationale de France: cb12196404d (data)
- Gemeinsame Normdatei: 100947492
- International Standard Name Identifier: 0000 0000 6162 212X
- Library of Congress Control Number: nr98029746
- Nationale Bibliotheek van Tsjechië: osd2013799865
- Nationale Bibliotheek van Israël: 987011245295705171
- Nederlandse Thesaurus van Auteursnamen: 275408272
- LIBRIS: 324157
- Virtual International Authority File: 46677481
- WorldCat: E39PBJfx7RrfVCFD9HQyHDHQv3